# Leland (Michigan)
Pour les articles homonymes, voir Leland.
Leland est une communauté non incorporée située dans l’État américain du Michigan. Elle est l'ancien siège du comté de Leelanau. (Le nouveau siège est Suttons Bay Township.)